# Robert Filliou
 (décembre 2014).
Robert Filliou, né le 17 janvier 1926 à Sauve et mort le 2 décembre 1987 aux Eyzies-de-Tayac, est un artiste franco-américain.
Il est proche du mouvement Fluxus.

## Biographie
En 1943, alors qu’il est lycéen à Alès, Filliou participe aux actions de la Résistance organisée par les communistes afin de défendre ses convictions précocement pacifistes.
Il part à Los Angeles en 1946 pour rejoindre le père qu’il ne connaît pas encore. Il y séjournera pendant cinq ans. Il travaille, dans un premier temps, comme manœuvre pour la société Coca-Cola et obtient plus tard un diplôme d’études en économie politique à l’université de Californie à Los Angeles (UCLA). Il alterne ses études avec des petits boulots (gardien de nuit, serveur…) pour subvenir à ses besoins. L’engagement politique de Robert Filliou devient beaucoup plus pacifiste et il s’intéresse à la voie engagée par Gandhi.
En 1951, il part en mission en Asie, particulièrement au Japon, aux îles de Guam et d’Okinawa où il découvre la philosophie orientale et s'intéresse au théâtre kabuki. La même année, il participe, en tant que fonctionnaire de l’ONU, à la création d’un programme de reconstruction et de développement économique de la Corée du Sud. Il épouse Mary dont il divorcera trois ans plus tard. En 1954 il démissionne de son poste et entreprend un périple d’un an à travers l’Égypte où il épousera Joan dont il divorcera trois ans plus tard.
Il poursuit son voyage en Espagne jusqu’en 1957. Son premier enfant naîtra à Malaga. Il commence à se mettre à écrire et boucle son premier manuscrit Peter Wept (dramatic composition) qui ne sera pas publié. Il termine enfin son voyage par le Danemark. Il loge dans un premier temps dans l’atelier du peintre Dan Fischer rencontré en Espagne. Il découvre en sa nièce Marianne Staffeldt une complice dans sa pratique artistique. Elle deviendra plus tard sa compagne et ce jusqu’à la fin.
Dès la fin des années 1950, Robert Filliou est auteur de nombreuses pièces de théâtre, dont certaines restées inédites, poésies d’action, performances de rue. À Copenhague, en 1958 il écrit A Classical Play drame, A Play Called…, L’anniversaire d’une mouette. Il revient en France en 1959 et rencontre Daniel Spoerri à Paris. Celui-ci lui présente ses amis : Dieter Roth, Emmett Williams… Daniel Spoerri ferra notamment participer Robert Filliou au Festival d’art d’avant-garde à Paris où il présentera Mort de Papa Noël…, détruit.
À partir de 1960, il se décrit comme un "artiste-poète", considérant que le langage et les mots constituent le matériau premier de l’artiste[réf. nécessaire]. En 1961 il rencontre Arthur Køpcke (de), lui-même artiste, qui lui permettra d'effectuer sa première exposition personnelle Poïpoï à Copenhague. Il expose ses premiers poèmes transcrits au pastel sur du papier d’emballage. Par ailleurs il approfondit la poésie d’action avec Lille Kirkestrade, A 53 kilos Poem, appelé par la suite Père Lachaise ou Poème Poïpoï. Il met ainsi en place une nouvelle forme d’écriture et d’interprétation. Dans une même optique, il traduit l’écriture en images dans ses poèmes-objets, Suspense Poem - Étude d’acheminement de poème en petite vitesse. Il propose de l’acheter par correspondance et de le recevoir en plusieurs envois. Ces premières actions poétiques se développent un peu partout en Europe dans des projets comme L’Homme est solitaire (1961), L’autrisme (manifeste-action 1962), le poème d’action Kabou’inema où l’élément sonore est fourni par la traduction en japonais de noms de quelques célébrités (1962), L’aujourd’hui de demain (1963), le Filliou idéal ou le secret absolu de la création permanente (1964), ou encore Longs poèmes courts à terminer chez soi. Ce dernier sera réalisé en public par Emmett Williams, Jean-Loup Philippe et Robert Filliou lui-même. Il diffuse ainsi une nouvelle forme de théâtre/poésie avec des collaborations entre artistes des arts visuels, poètes et musiciens.
Il réalisera aussi des œuvres comme La galerie Légitime, une galerie personnelle itinérante et miniature. Elle est contenue dans une casquette et Filliou y présente ses créations ou celles d’autres artistes (1962).
Entre 1965 et 1968, Filliou ouvre à Villefranche-sur-Mer, avec George Brecht, La Cédille qui sourit, une non-boutique conçue comme un centre international de création permanente. Y sont nées des idées de films et de poèmes visuels, d’acheminements de poèmes en petite vitesse (imaginées dès 1961), et de Telefon-poems (avec Dick Higgins). Par ailleurs l’artiste Ben y exposera ses œuvres en 1966.
En 1967, installé à Düsseldorf, où il rejoint Spoerri et Dieter Roth, il rédige un livre d’enseignement en collaboration avec Joseph Beuys, George Brecht, John Cage et Allan Kaprow : Teaching and Learning as performing Arts (traduit ensuite en français sous le titre Enseigner et apprendre - Arts Vivants). Il présente pour la première fois son Principe d’équivalence : bien fait - mal fait - pas fait, à l’exposition Création Permanente - Principe d’Équivalence à la galerie Schmela. En 1970, lors de l’exposition Strategy : Get Arts à Edimbourg, Robert Filliou est réellement reconnu sur la scène artistique contemporaine. Ainsi, en 1971, une exposition personnelle lui sera consacré à Anvers : 15 Works of Robert Filliou to be looked upon as Exhibition for 3d Eye. En 1972, il participe à la documenta 5 à Cassel et en 1973 à la 36e Biennale de Venise, exposant ainsi un peu partout en Europe.
Filliou participe à la réunion entre Joseph Beuys et le dalaï-lama en octobre 1982 à Bonn.
Il décide ensuite de s’installer en France, à Flayosc dans le Var puis aux Eyzies en Dordogne près du centre bouddhiste tibétain de Chanteloube à Saint-Léon-sur-Vézère dans lequel il effectuera une retraite de trois ans, trois mois et trois jours avec son épouse Marianne à la suite du lancement de la Biennale de la Paix en 1985. Son dernier projet prendra la forme de cartes funèbres envoyées le jour de sa mort, en 1987, à ses proches. Il y sera inscrit :

« Comme il est très probable que l’on va crever, on se rendra compte que c’était une vie, simplement au moment où l’on crève. Fin de la vie. Fin du poème. »

Cette dernière action poétique illustrera une dernière fois l’idée de Robert Filliou que « le poème est l’expérience de tout le monde. »[Interprétation personnelle ?]
En 1990, après la mort de Joseph Beuys et de Robert Filliou, un colloque ayant pour thème la rencontre de l'art, de la science et de la spiritualité dans une économie changeante s'est tenu au Stedelijk Museum à Amsterdam, auquel participa notamment le dalaï-lama.

## Esthétique
Robert Filliou se définissait comme « un génie sans talent », une plaisanterie qui dénote une pratique privilégiant le comportement artistique à l’objet lui-même. Grâce à l'éclectisme de ses expériences et un parcours très riche, aussi bien d’un point de vue géographique que social, il possède une grande source d’inspiration et de connaissances retranscrite à travers ses œuvres. Pour cet artiste l’art et la vie détiennent des philosophies confondues. Pensée comme un jeu, son œuvre s’articule autour de trois concepts — création permanente, réseau éternel et fête permanente — qui trouvent un prolongement dans la fondation de la République géniale, pour le développement du génie humain, et du Poïpoïdrome (1963) avec Joachim Pfeufer.[Interprétation personnelle ?]
Action et poésie sont intimement liées dans l’œuvre de Robert Filliou. Il fonde son art sur une esthétique participative et n’hésite pas à donner de sa personne. Ses œuvres sont celles d’un bricoleur de génie, nomades, transposables et précaires. Faites de bouts de ficelle, de carton, de fil de fer, d’objets de rebuts, elles peuvent être réalisées partout, en toute circonstance, même dans un total dénuement.[Interprétation personnelle ?]
Filliou appartient à cette catégorie d’artistes qui, de Roussel à Duchamp et de Schwitters à Cage, envisagent leur œuvre comme un travail sur le langage, les mots, les sons, les images, afin de remettre en question les fondements mêmes de la création.[Interprétation personnelle ?]
L'œuvre de Filliou, drôle et humaniste, s'inspire beaucoup de la philosophie zen.[Interprétation personnelle ?]
Se référant au « créateur suprême » qui a engendré le monde avec ses aspects positifs comme négatifs, il avance dans l'art le principe d'équivalence entre le « bien fait », le « mal fait » et le « pas fait ». Refusant de juger ses réalisations sur le seul critère du talent, il s'inscrivait volontairement dans le « mal fait » et dans la « création permanente ».[réf. nécessaire]

## Œuvres
- Projet de magnanerie, 1981, bois peint, corde, feuilles de papier, objets métalliques sur panneau, 216 x 75,5 cm, musée d'art de Toulon
- Autoportrait bien fait, mal fait, pas fait, 1973, planches, bois, photographie, clous, fil, 33 x 96,5 cm, musée Reina Sofía
- La joconde est dans les escaliers, 1969, seau, balai, serpillière, carton, musée du Louvre
- Projects for sky Writing[6], suite indissociable de vues de ciel où s'inscrivent des textes destinés à être écrits par un avion, 1971, Frac Bretagne
- Eins, un, one…, 1984, dés en bois peints. Il n'y a qu'un seul point sur chaque face de dés. Cela représente l'humanité et l'individualité.

## Exposition rétrospective
- 2003-2004 : « Robert Filliou, génie sans talent »[7] au musée d'art moderne de Lille, Villeneuve-d'Ascq, du 6 décembre 2003 au 28 mars 2004

## Postérité
Chaque année, Sauve - son village natal - célèbre l'Anniversaire de l'art (Art's Birthday), en son hommage. Cet anniversaire est aussi célébré de plus en plus largement, le 17 janvier, selon sa proposition.